# Imperium (catch)
Pour les articles homonymes, voir Imperium (homonymie).
Palmarès
Voir ici
Imperium est une équipe de catcheurs Heel, composée de Gunther (leader) et Ludwig Kaiser. Le duo travaille actuellement à la World Wrestling Entertainment, dans la division Raw.
Le clan est connu pour sa devise "Le ring est sacré" (allemand : Die Matte ist heilig).

## Histoire
Le premier match de Ringkampf a eu lieu le 23 septembre 2016 lorsque Axel Dieter Jr. s'est associé à Walter et Thatcher pour vaincre Da Mack, Francis Kaspin et John Klinger dans un match par équipe au wXw Shotgun Live Tour à Ludwigshafen . Ringkampf a également lutté pour la Progress Wrestling . Au chapitre 47, Ringkampf (Walter, Dieter et Thatcher) a défié British Strong Style ( Pete Dunne, Trent Seven et Tyler Bate ) pour tous leurs championnats, dans un match par équipe à six, mais ils ont échoué,. En octobre 2020, Walter a annoncé qu'il fermerait Ringkampf car lui, Wolfe et Barthel ne travailleraient pas pour wXw.

### World Wrestling Entertainment (2019-...)

#### NXT UKetNXT(2019-2022)
Le 12 janvier 2019 à NXT UK TakeOver: Blackpool, Walter fait ses débuts en confrontant le champion de la NXT UK, Pete Dunne, et porte un coup de pied au visage de Joe Coffey qui voulait interférer. Le 30 janvier à NXT UK, il dispute son premier match en battant rapidement Jack Starz.
Le 5 avril à NXT TakeOver: New York, il devient le nouveau champion de la NXT UK en battant Pete Dunne, remportant le titre pour la première fois de sa carrière.
Le 22 mai à NXT UK, il conserve son titre en rebattant son même adversaire, aidé par les distractions de Marcel Barthel et Fabian Aichner. Après le combat, il effectue un Heel Turn et s'allie aux deux derniers, formant ainsi le clan. Le 12 juin à NXT UK, le nouveau trio bat Pete Dunne, Trent Seven et Tyler Bate dans un 6-Man Tag Team match, aidé par une intervention extérieure d'Alexander Wolfe qui rejoint le clan.
Le 31 août à NXT UK TakeOver: Cardiff, Walter conserve son titre en battant Tyler Bate.
Le 12 janvier 2020 à NXT UK TakeOver: Blackpool II, Walter conserve son titre en battant Joe Coffey. Après le combat, ses deux compères et lui se font attaquer par l'Undisputed Era (Adam Cole, Bobby Fish et Kyle O'Reilly).
Le 13 mai à NXT, Fabian Aichner et Marcel Barthel deviennent les nouveaux champions par équipe de la NXT en battant Matt Riddle et Timothy Thatcher (remplaçant Pete Dunne), remportant les titres pour la première fois de leurs carrières.
Le 26 août à NXT, les deux hommes perdent face à Breezango (Fandango et Tyler Breeze), ne conservant pas leurs titres et mettant fin à un règne de 104 jours.
Le 19 février 2021, Walter devient le champion de la NXT UK au règne le plus long, battant le record de Pete Dunne de 685 jours, ce qui fait de lui le champion au plus long règne de l'histoire de la WWE depuis 1988.
Le 7 avril à NXT TakeOver: Stand & Deliver, il conserve son titre en battant Tommaso Ciampa. Le 18 mai à NXT, Alexander Wolfe perd face à Killian Dain. Après le combat, Fabian Aichner et Marcel Barthel le relèvent, mais l'attaquent dans le dos avant de lui porter une Imperim Bomb, ce qui fait que le premier est exclu du groupe. 
Le 22 août à NXT TakeOver: 36, il perd face à Ilja Dragunov, ne conservant pas son titre et mettant fin à un règne de 870 jours.
Le 26 octobre à NXT: Halloween Havoc, Fabian Aichner et Marcel Barthel redeviennent champions par équipe de la NXT en battant MSK (Nash Carter et Wes Lee), remportant les titres pour la seconde fois. Le 5 décembre à NXT TakeOver: WarGames, ils conservent leurs titres en battant Kyle O'Reilly et Von Wagner.
Le 2 avril 2022 à NXT TakeOver: Stand & Deliver, Fabian Aichner et Marcel Barthel perdent un Triple Threat Tag Team Match face à MSK, qui inclut également The Creed Brothers (Brutus et Julius Creed), ne conservant pas leurs titres et mettant fin à un règne de 158 jours. Un peu plus tard, Walter change son nom pour Gunther et bat LA Knight.

#### SmackDown(2022-2023)
Le 8 avril à SmackDown, Gunther fait ses débuts dans le show bleu, accompagné de Ludwig Kaiser (anciennement Marcel Barthel), en battant Joe Alonzo. Le 10 juin à SmackDown, il devient le nouveau champion Intercontinental de la WWE en battant Ricochet, remportant le titre pour la première fois de sa carrière, son second titre personnel et son premier titre personnel dans le roster principal.
Le 3 septembre à Clash at the Castle, il conserve son titre en battant Sheamus. Pendant le combat, Giovanni Vinci (anciennement Fabian Aichner) fait ses débuts en se rangeant de son côté, ce qui marque le retour du trio.
Le 8 octobre à Extreme Rules, le trio perd face aux Brawling Brutes (Sheamus, Ridge Holland et Butch) dans un 6-Man Good Old Fashioned Donnybrook Tag Team match.
Le 28 janvier 2023 au Royal Rumble, Gunther entre dans son premier Royal Rumble match masculin en première position, élimine Xavier Woods, Kofi Kingston, Booker T, Sheamus et Drew McIntyre avant d'être lui-même éliminé en dernier par le futur gagnant, Cody Rhodes, après 71 minutes de présence sur le ring, battant ainsi le record de Rey Mysterio de 2006.
Le 2 avril à WrestleMania 39, il conserve son titre en battant Drew McIntyre et Sheamus dans un Triple Threat match.

#### Raw(2023-...)
Le 28 avril à SmackDown, lors du Draft, le trio est annoncé être officiellement transféré à Raw par RVD et Michael Hayes. Le 27 mai à Night of Champions, Gunther conserve son titre en battant Mustafa Ali.
Le 1er juillet à Money in the Bank, il conserve son titre en battant Matt Riddle. Après le combat, Drew McIntyre effectue son retour après 3 mois d'absence, le confronte, lui porte un Glasgow Kiss et un Claymore Kick. Le 5 août à SummerSlam, Ludwig Laiser et Giovanni Vinci ne remportent pas la Slim Jam SummerSlam 25-Man Battle Royal, gagnée par LA Knight. Un peu plus tard, Gunther conserve son titre en battant l'Écossais.
Le 25 novembre aux Survivor Series: WarGames, il conserve son titre en battant The Miz par soumission.
Le 27 janvier 2024 au Royal Rumble, Gunther et Ludwig Kaiser entrent respectivement dans le Men's Royal Rumble match en 18e et 12e positions. Le premier élimine Kofi Kingston et le Miz, avant d'être lui-même éliminé en 28e position par le futur gagnant, Cody Rhodes. Le second se fait éliminer par l'américano-ghanéen.
Le 6 avril à WrestleMania XL, Gunther ne conserve pas sa ceinture, battu par Sami Zayn, ce qui met fin au règne le plus long de l'histoire du titre (666 jours). Le 22 avril 2024 à Raw, Ludwig Kaiser et Giovanni Vinci perdent face au New Day (Kofi Kingston et Xavier Woods). Après le combat, l'Allemand se retourne contre l'Italien et ce dernier est exclu du clan.

## Membres du groupe
| Identité                        | Arrivée                      | Départ                     | Notes                                                                                  |
| ------------------------------- | ---------------------------- | -------------------------- | -------------------------------------------------------------------------------------- |
| Walter / Gunther                | 22 mai 2019                  |                            | Leader 1 fois Champion de NXT UK 1 fois Champion Intercontinental (règne le plus long) |
| Marcel Barthel / Ludwig Kaiser  | 22 mai 2019                  |                            | 2 fois champion par équipe de NXT                                                      |
| Fabian Aichner / Giovanni Vinci | 22 mai 2019 3 septembre 2022 | 5 avril 2022 22 avril 2024 | 2 fois champion par équipe de NXT                                                      |
| Alexander Wolfe                 | 12 juin 2019                 | 18 mai 2021                |                                                                                        |

## Palmarès
- Pro Wrestling Illustrated
  - Classé Gunther n ° 14 des 500 meilleurs lutteurs en simple du PWI 500 en 2019 [36]
  - Wolfe classé n ° 215 des 500 meilleurs lutteurs en simple du PWI 500 en 2019 [36]
  - Classé Vinci n ° 238 des 500 meilleurs lutteurs en simple du PWI 500 en 2020 [37]
  - Classé Kaiser n ° 240 des 500 meilleurs lutteurs en simple du PWI 500 en 2020 [37]
- Progress Wrestling
  - Championnat du monde PROGRESS (1 fois) – Walter
  - Championnat Progress Atlas (1 fois) - Walter [38]
- Westside Xtreme Wrestling
  - wXw Shotgun Championship (1 fois) – Wolfe
- WWE
  - NXT UK Championship [note 1] (1 fois) - Walter [39]
  - NXT Tag Team Championship (2 fois) – Barthel et Aichner [40]
  - WWE Intercontinental Championship (1 fois) - Gunther
- Wrestling Observer Newsletter
  - MVP Europe (2019, 2020) – Walter [41],[42]

## Remarques
1. ↑  Walter won the title as the WWE United Kingdom Championship, but during his reign in January 2020, it was renamed to NXT United Kingdom Championship.